# App Inventor

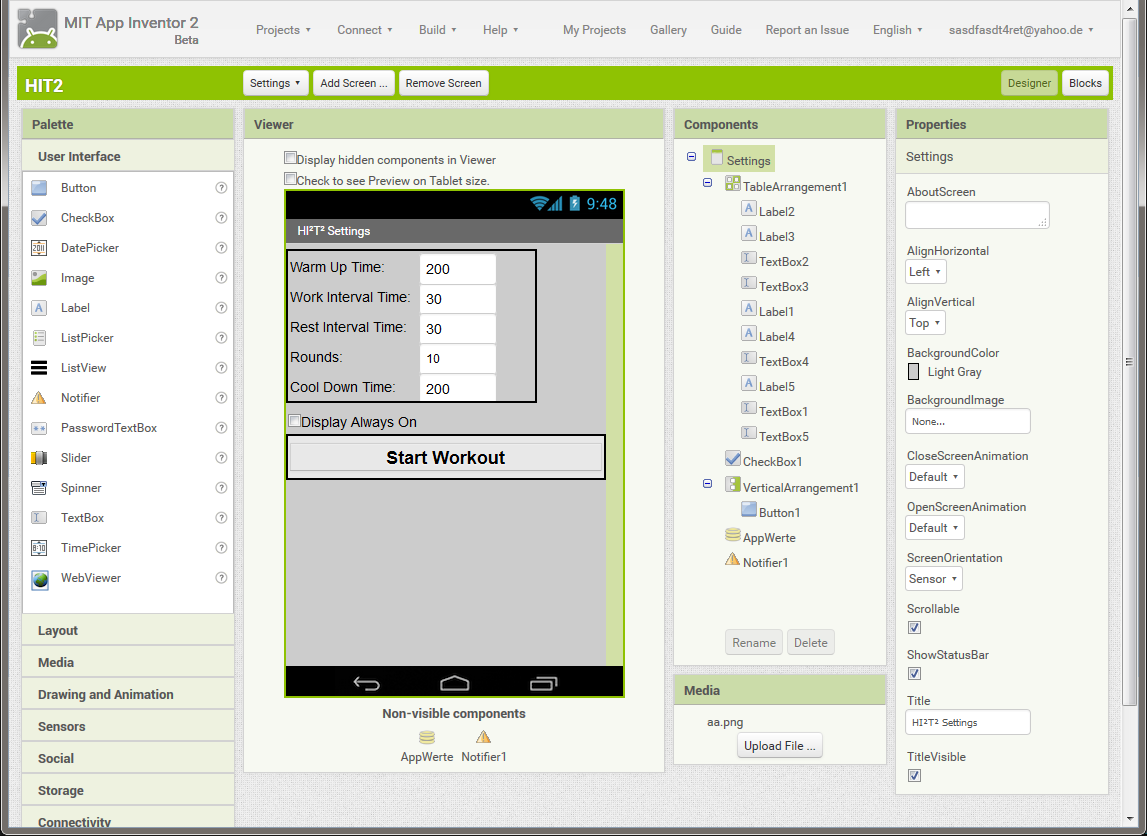
schermafdruk app inventor

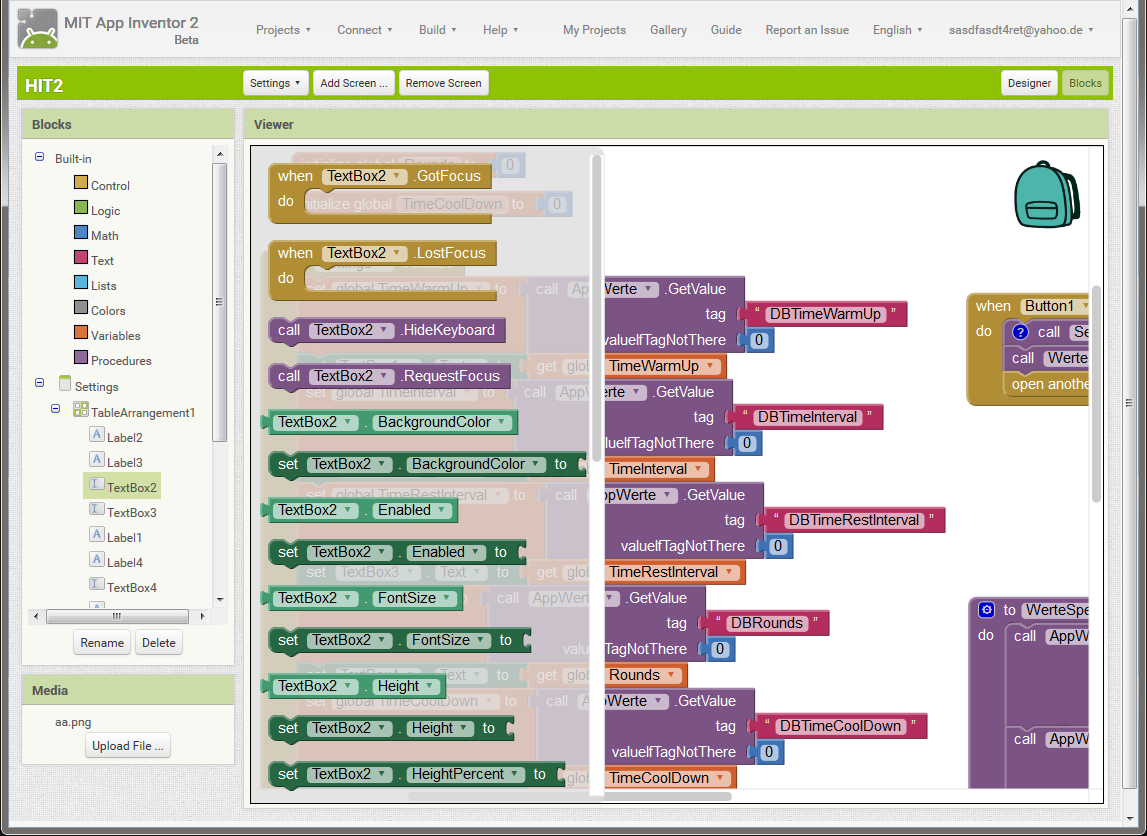
visuele blokken

App Inventor is een web-applicatie met geïntegreerde ontwikkelomgeving voor apps. De web-applicatie is uitgevoerd in een hogere programmeertaal en de subroutines en functies die beschikbaar zijn worden voorgesteld door visuele blokken. Een (beginnend) programmeur kan zelf een app ontwikkelen door het slepen en plaatsen van deze visuele blokken met functies die (op de telefoon of tablet) beschikbaar zijn als (GPS, geluid en touchscreen). Als de app in de ontwikkelomgeving klaar is, komt deze niet terecht in de App- of Play-store, maar kan worden gedownload naar de telefoon/tablet. Door ook de MIT App Inventor-compiler op een telefoon/tablet te plaatsen kan de app (op de eigen telefoon/tablet) gebruikt worden. 

## Historie
Het programma is ontwikkeld door Google en de applicatie was vanaf 12 juli 2010 op verzoek beschikbaar. Het App Inventor-team werd geleid door Hal Abelson en Mark Freidman. Vanaf 15 december 2010 kwam een vrij toegankelijke versie beschikbaar. De tweede helft van 2011 werd de broncode door Google openbaar gemaakt en ging vooral het Massechusetts Institute of Technology (MIT) verder met de ontwikkeling. Nu kunnen apps zowel voor het operating system Android als iOS gemaakt worden. Het is open-source-software uitgebracht onder een dubbele licentie (dual licensing): een Creative Commons Attribution ShareAlike 3.0 Unported license, en een Apache License 2.0 voor de source code. Er wordt gebruik gemaakt van een grafische user interface (GUI) die erg lijkt op Scratch en StarLogo(met slepen en plaatsen van visuele blokken). Voor het iOs operating systeem is alleen nog een beta versie beschikbaar.